# Allomaieta
Allomaieta Gleason  é um género botânico pertencente à família Melastomataceae. É originalmente da América do Sul .  Compreende 8 espécies descritas e, destas, apenas 3 são aceitas.

## Taxonomia
O gênero foi descrito por Henry Allan Gleason e publicado no Bulletin of the Torrey Botanical Club 56 (2): 98-99 em 1929.

## Espécies
- Allomaieta caucana
- Allomaieta ebejicosana
- Allomaieta grandiflora
- Allomaieta hirsuta (Gleason) Lozano [espécie aceita]
- Allomaieta pancurana
- Allomaieta strigosa (Gleason) Lozano [espécie aceita]
- Allomaieta villosa (Gleason) Lozano [espécie aceita]
- Allomaieta zenufanasana